# Distoleon maesi
Distoleon maesi is een insect uit de familie van de mierenleeuwen (Myrmeleontidae), die tot de orde netvleugeligen (Neuroptera) behoort. 
Distoleon maesi is voor het eerst wetenschappelijk beschreven door Navás in 1926.